# Marek Kondrat

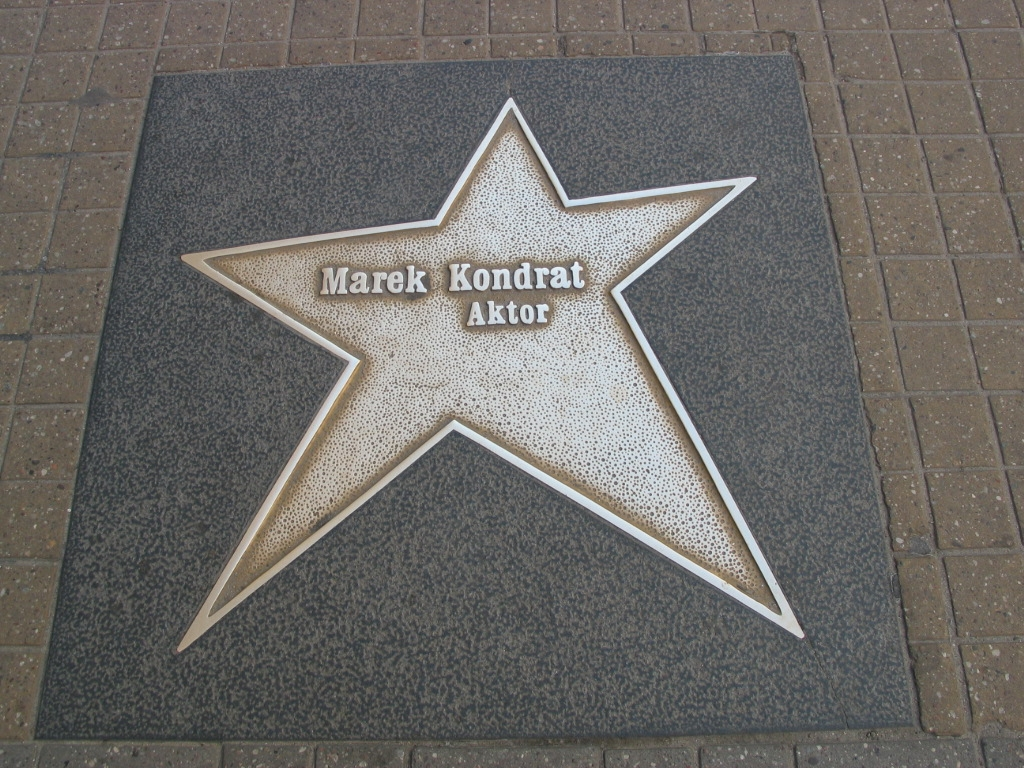
Gwiazda Marka Kondrata w łódzkiej Alei Gwiazd

Marek Tadeusz Kondrat (ur. 18 października 1950 w Krakowie) – polski aktor teatralny i filmowy, lektor, piosenkarz, scenarzysta, reżyser i przedsiębiorca.
Zadebiutował w 1961 w filmie Historia żółtej ciżemki, w wieku 11 lat. Uwagę krytyków i publiczności zdobył główną rolą w Zaklętych rewirach (1975), za którą otrzymał nagrodę tygodnika „Film” oraz Nagrodę im. Zbyszka Cybulskiego za najlepszy debiut. W kolejnych latach z powodzeniem współpracował z reżyserami, takimi jak Marek Koterski, Janusz Majewski, Władysław Pasikowski, Kazimierz Kutz, Juliusz Machulski i Andrzej Wajda. Wystąpił w szeregu filmów, m.in.: Smuga cienia (1976), Człowiek z żelaza (1981), Dziecinne pytania (1981), Danton (1982), Rok spokojnego słońca (1984), C.K. Dezerterzy (1985), Psy (1992), Szczur (1994), Zawrócony (1994), Diabelska edukacja (1995), Pułkownik Kwiatkowski (1995), Autoportret z kochanką (1996), Kiler (1997), Złoto dezerterów (1998), Pan Tadeusz (1999), Operacja Samum (1999), Kiler-ów 2-óch (1999), Pieniądze to nie wszystko (2001), Garfield (2004, polski dubbing) i Ryś (2007). Zagrał rolę Adasia Miauczyńskiego w filmach Marka Koterskiego: Dom wariatów (1984), Dzień świra (2002) i Wszyscy jesteśmy Chrystusami (2006) oraz rolę reżysera w Nic śmiesznego (1995). Popularność przyniosła mu rola Olgierda Halskiego w serialu telewizyjnym Ekstradycja (1995–1999). Samodzielnie wyreżyserował film Prawo ojca (1999) w którym, także zagrał główną rolę. W 1995 otrzymał nagrodę za najlepszą rolę męską w filmie Pułkownik Kwiatkowski podczas 20. Festiwalu Polskich Filmów Fabularnych w Gdyni. W 2002 za rolę Adasia Miauczyńskiego w filmie Dzień świra otrzymał nagrodę na 27. Festiwalu Polskich Filmów Fabularnych w Gdyni oraz Polską Nagrodę Filmową za najlepszą główną rolę męską. Na przestrzeni lat występował również na deskach kilku teatrów, w tym Teatru Dramatycznego i Teatru Ateneum w Warszawie.
W 1991 wraz z Marleną Drozdowską wydał album studyjny pt. Mydełko Fa, będący pastiszem muzyki disco polo. Tytułowy utwór z tej płyty zyskał dużą popularność.
W 2007 ogłosił zakończenie kariery aktorskiej. Potem wystąpił tylko raz, w filmie Mała matura 1947 (2010). 18 czerwca 2025 ogłoszono, że zagra postać Rzeckiego w najnowszej ekranizacji Lalki Bolesława Prusa.

## Życiorys

### Rodzina i edukacja
Urodził się w rodzinie aktorskiej, jest synem Tadeusza Kondrata i Olgi (z d. Łuć) oraz bratankiem Józefa Kondrata. Wychował się na warszawskim Muranowie. Jego ojciec pochodził z Przemyśla, a matka – ze Lwowa.
Jest absolwentem XXX Liceum Ogólnokształcącego im. Jana Śniadeckiego w Warszawie. W 1972 ukończył PWST w Warszawie, po latach pracował na tej uczelni jako wykładowca.

### Kariera
Po raz pierwszy przed kamerą stanął jako dziecko – zagrał Wawrzka, głównego bohatera w filmie historycznym Historia żółtej ciżemki (1961). Potem wystąpił jeszcze w filmie Między brzegami (1962), i w serialu TVP Wojna domowa (1966) jako kolega szkolny Pawła.
Pierwszy rok po studiach spędził w Teatrze Śląskim im. Stanisława Wyspiańskiego w Katowicach (1972–1973), dokąd zaprosił go Ignacy Gogolewski. Następnie występował na scenach teatrów warszawskich: w Dramatycznym (1973–1984, 1987–1988), Instytutu Francuskiego (1984), Nowym (1985–1986), Komedia (1989), Za Dalekim (1990), Ateneum im. Stefana Jaracza (1992–1999) i Powszechnym im. Zygmunta Hübnera (2002).
Wraz ze swoją żoną, Iloną, był bohaterem telewizyjnego filmu dokumentalnego Mirosława Gronowskiego Bardzo młodzi oboje (1973). Wystąpił w psychologicznym filmie dla dzieci Koniec wakacji (1974). Za ciepło przyjętą przez odbiorców i krytyków rolę kilkunastoletniego pomocnika kelnera, a później kelnera w eleganckiej restauracji wielkiego hotelu „Pacyfik” w Zaklętych rewirach (1975) Janusza Majewskiego otrzymał nagrodę tygodnika „Film”. Następnie wystąpił w roli kapitana Josepha Conrada-Korzeniowskiego w filmie psychologicznym Andrzeja Wajdy Smuga cienia (1976) na motywach powieści Josepha Conrada. Zagrał gefreitra Jana Kani w komedii C.K. Dezerterzy (1985) Janusza Majewskiego.
Sławę na małym ekranie przyniosła mu rola neurotycznego pana Mareczka w telewizyjnym Kabareciku Olgi Lipińskiej, w którym zaprezentował vis comica i umiejętności imitatorskie. W latach 1988–1991 grał jedną z głównych ról w serialu Pawła Karpińskiego W labiryncie. Następnie zagrał Olgierda Halskiego w policyjnym serialu telewizyjnym Ekstradycja (1995–1996, 1998).
Zagrał charakterystyczne role filmowe poza granicami Polski: milicjanta w brytyjsko-włoskim zapisie życia papieża Jana Pawła II Z dalekiego kraju (Da un paese lontano/From a Far Country: Pope John Paul II, 1981), węgiersko-indyjskim Rewizor (Délibábok Orszaga, 1984) na podstawie utworu Nikołaja Gogola, fińskim Vieras (1983), taksówkarza w francusko-kanadyjsko-izraelskim Prominent/W matni (Eminent Domain, 1990), niemieckim filmie Podróż do śmierci w ramach serii „Tatort” (pol. „Miejsce zbrodni” 1996) i fotografa Marka, głównego bohatera francusko-szwajcarsko-niemieckiego Bill Diamond (1999).

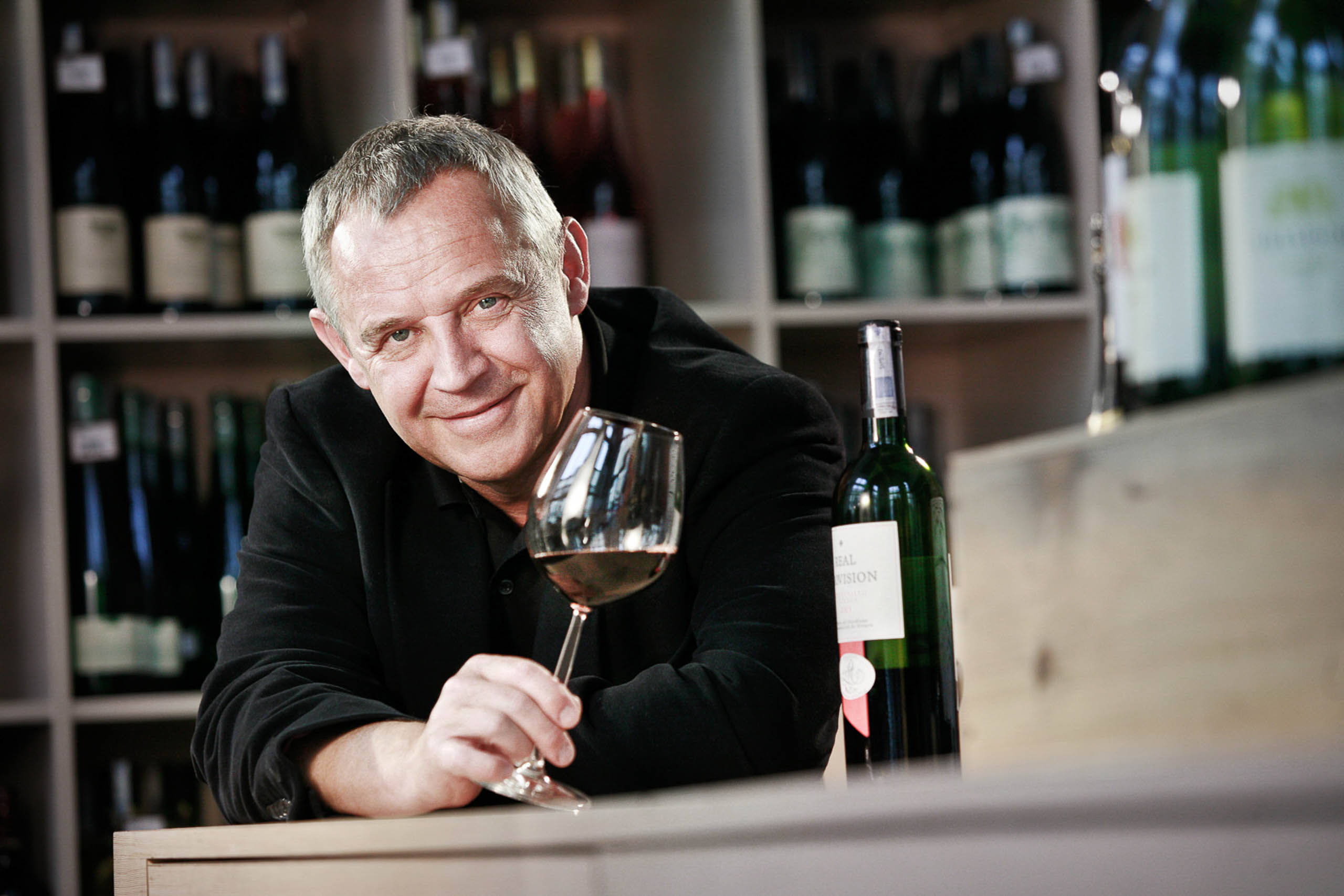
Kondrat

Od 1998 jest ambasadorem ING Banku Śląskiego i występuje w spotach reklamowych tego banku.
5 marca 2007 ogłosił zakończenie kariery aktorskiej, ostatnią rolę zagrał w filmie Mała matura 1947 (2010). 18 czerwca 2025 ogłoszono, że zagra Rzeckiego w ekranizacji Lalki Bolesława Prusa.
Latem 2006 czytał powieść „Casino Royale” na antenie RMF FM. Był współautorem książki E-lementarz internetu (2009). Prowadził sieć restauracji „Prohibicja”, którą założył ze Zbigniewem Zamachowskim, Wojciechem Malajkatem i Bogusławem Lindą.

## Życie prywatne
Pierwszą żoną aktora była Ilona Ludgarda Gagajek, magister ekonomii (1972) o specjalności organizacja przetwarzania danych, po studiach na Wydziale Finansów i Statystyki Szkoły Głównej Planowania i Statystyki. Ma z nią dwóch synów; starszy, Mikołaj (ur. 8 lipca 1974), studiował dziennikarstwo oraz wystąpił u boku ojca w filmie Słodko gorzki (1996) i serialu TVP Pokój 107 (1997), a następnie otworzył sieć sklepów z winami, zaś młodszy, Wojciech (ur. 3 lipca 1980), jest muzykiem w Filharmonii Warszawskiej. Małżonkowie rozwiedli się w 2009.
19 września 2015 poślubił Antoninę Turnau (ur. 1988), córkę Grzegorza Turnaua, z którą ma córkę, Helenę (ur. 2018).

## Filmografia
- 1961: Historia żółtej ciżemki – Wawrzek
- 1962: Między brzegami – Piotrek
- 1966: Wojna domowa – szkolny kolega Pawła (odc. 15)
- 1973: Bardzo młodzi oboje (dokumentalny) jako on sam
- 1974: Koniec wakacji – Staszek Chmielewski, kuzyn Jurka
- 1975: Zaklęte rewiry – Roman Boryczko
- 1976: Smuga cienia – kapitan Joseph Conrad-Korzeniowski
- 1977: Pokój z widokiem na morze – działacz młodzieżowy
- 1977: Sprawa Gorgonowej – Czaykowski, „pasierb” Csali
- 1979: Lekcja martwego języka – porucznik von Traut
- 1980: Grzechy dzieciństwa – Kazio Leśniewski po latach opowiadający swoje lata dziecięce
- 1980: Królowa Bona – Andrzej Frycz-Modrzewski
- 1981: Człowiek z żelaza – Grzenda
- 1981: Dreszcze – wychowawca klasowy
- 1981: Dziecinne pytania – Wilczuk
- 1981: Yokohama – konsul amerykański
- 1981: Z dalekiego kraju – milicjant w mieszkaniu Władka
- 1982: Danton – Barere de Vieusac
- 1982: Epitafium dla Barbary Radziwiłłówny – Andrzej Frycz-Modrzewski
- 1983: Pastorale heroica – ksiądz
- 1984: Bez końca – Tomek, przyjaciel Zyrów
- 1984: Dom wariatów – Adaś
- 1984: Kobieta w kapeluszu – reżyser Lewicki
- 1984: Rok spokojnego słońca – szabrownik „Malutki”
- 1984: Delibabog orszaga – Kankos
- 1985: C.K. Dezerterzy – Jan Kania
- 1985: Mrzonka – aktor Durasz
- 1986: Tulipan – homoseksualista, klient szewca (odc. 6)
- 1986: Weryfikacja – reportażysta Marek Labus
- 1987: Dorastanie – prawnik Marek
- 1988–1991: W labiryncie – Adam Racewicz
- 1988: Teatrum wiele tu może uczynić... – Wojciech Bogusławski
- 1988: Spadek – wikary
- 1989: Czarny wąwóz – narrator
- 1989: Lawa – Literat I w Salonie Warszawskim
- 1989: Po upadku. Sceny z życia nomenklatury – kapitan Korczak
- 1989: Po własnym pogrzebie – łącznik ze Lwowa
- 1989: Kapitał, czyli jak zrobić pieniądze w Polsce – Czarek Putek
- 1990: Napoleon – Adam Jerzy Czartoryski (odc. 3)
- 1990: Domena władzy – taksówkarz
- 1991: Kuchnia polska – Stanisław Szymanko
- 1991–1992: Kuchnia polska (serial) – Stanisław Szymanko
- 1991: Obywatel świata – Harry Stentman, mąż Ewy
- 1991: V.I.P. – aktor Marek grający księcia Poniatowskiego
- 1992: Czy ktoś mnie kocha w tym domu? – Mini, impresario z opery wiedeńskiej
- 1992: Psy jako Olgierd „Olo” Żwirski
- 1992: Sauna – Stewart
- 1992: Wszystko co najważniejsze – Stach
- 1993: Żywot człowieka rozbrojonego (odc. 2 i 3)
- 1993: Człowiek z... – Jan Walasiak
- 1993: Kolos – prokurator
- 1993: Lepiej być piękną i bogatą – Moniak, wicedyrektor fabryki
- 1993: Skutki noszenia kapelusza w maju – Piotr Michalski, mąż Ani
- 1993: Straszny sen Dzidziusia Górkiewicza – radny Prażucha
- 1993: Taranthriller – docent Marek
- 1993: Do widzenia wczoraj. Dwie krótkie komedie o zmianie systemu – włoski przedsiębiorca
- 1993: Czterdziestolatek. 20 lat później – Roman Dudek, szef Magdy Karwowskiej
- 1994: Panna z mokrą głową – Henryk Borowski, ojciec Irenki
- 1994: Panna z mokrą głową (serial) – Henryk Borowski, ojciec Irenki
- 1994: Szczur – Nieznajomy
- 1994: Zawrócony – porucznik Goliński
- 1994: Diabelska edukacja – diabeł
- 1995: Sukces – Tadeusz Sówka, prezes „Dorexu”
- 1995: Ekstradycja – Olgierd Halski
- 1995: Pułkownik Kwiatkowski – Andrzej Kwiatkowski
- 1995: Ciemno – prawnik
- 1995: Nic śmiesznego – reżyser (przy 3. filmie)
- 1996: Podróż do śmierci w ramach serii Miejsce zbrodni – Olgierd Halski (odc. 3)
- 1996: Autoportret z kochanką – mąż Diany
- 1996: Ekstradycja 2 – Olgierd Halski
- 1996: Nocne graffiti – Marek Kossot
- 1996: Słaba wiara – lekarz Andrzej
- 1996: Słodko gorzki – dyrektor szkoły
- 1997: Kiler – Mieczysław Klonisz, naczelnik więzienia
- 1997: Pokój 107 – dziekan
- 1997: Pułapka – Maciej Adamski
- 1997: Klan – w roli samego siebie (odc. 29)
- 1998: Ekstradycja 3 – Olgierd Halski
- 1998: Siedlisko – aktor Artur
- 1998: Złoto dezerterów – Jan Kania
- 1999: Bill Diamond – Mark
- 1999: Kiler-ów 2-óch – Mieczysław Klonisz, naczelnik więzienia
- 1999: Ogniem i mieczem – Jan II Kazimierz Waza
- 1999: Operacja Samum – Józef Mayer
- 1999: Pan Tadeusz – Hrabia
- 1999: Prawo ojca – Michał Kord
- 2000: Weiser – Paweł Heller
- 2000: Ogniem i mieczem (serial) – Jan II Kazimierz Waza
- 2001: Marszałek Piłsudski – dziennikarz przeprowadzający wywiad z Piłsudskim
- 2001: Pieniądze to nie wszystko – Tomasz Adamczyk
- 2002: Dzień świra – Adaś Miauczyński
- 2002: Haker – Burza, inspektor policji
- 2003: Superprodukcja – Volksdeutsch
- 2004: Trzeci – Stary
- 2005: Solidarność, Solidarność... – Marek (odc. 1)
- 2005: Wróżby kumaka – Marczak
- 2006: Wszyscy jesteśmy Chrystusami – Adaś Miauczyński (55-letni)
- 2007: Latarnik – negocjator
- 2007: Ryś – „Kreda”
- 2010: Mała matura 1947 – profesor Matoń
- 2010: Mała matura 1947 – profesor Matoń (odc. 1 i 2)

## Teatr Telewizji
- 1979: Igraszki z diabłem – diabeł Lucjusz
- 1993: Upiór w kuchni – barman Bob
- 1995: Emigranci – AA

## Dubbing
- 1977: Rebus – Marek Szczęsny
- 1983: Straszydła – reporter Egon Ryś
- 1992: Enak – znany reporter
- 1994: Opowieść o pierzastym wężu. Mit meksykański – narrator
- 1997: Dobranocka – narrator
- 2002: Tytus, Romek i A’Tomek wśród złodziei marzeń – Tytus de Zoo
- 2004: Garfield – Garfield
- 2005: Marsz pingwinów – narrator

## Dyskografia
- 1991: Marek Kondrat i Marlena Drozdowska – Mydełko Fa (Cycolina)
- 2002: Voo Voo – Tytus, Romek i A’Tomek wśród złodziei marzeń, w utworach „Ja muszę to mieć” i „O dużo za dużo”
- 2009: T-raperzy znad Wisły – Ekshumacja 2, w utworze „Startest”

## Nagrody
- 1979 – Nagroda im. Leona Schillera
- 1979 – Nagroda im. Zbyszka Cybulskiego przyznawana przez tygodnik „Ekran”
- 1980 – Nagroda za role w spektaklach „Zegarek”, „Igraszki z diabłem”, „Sułkowski” na IV Festiwalu Polskiej Twórczości Telewizyjnej w Olsztynie
- 1987 – „Gwiazda Sezonu” na Lubuskim Lecie Filmowym w Łagowie
- 1993 – Nagroda za rolę tytułową w „Mazepie” w Teatrze Ateneum w Warszawie na XVIII Opolskich Konfrontacjach Teatralnych
- 1995 – Wiktory (najpopularniejszy aktor)
- 1995 – Złota Odznaka w plebiscycie „TeleRzeczpospolitej” – „Złota piątka”
- 1996 – Pierwsze miejsce w III edycji plebiscytu „Złota Piątka TeleRzeczpospolitej” organizowanego przez gazetę „Rzeczpospolita” za rok 1995
- 1997 – Podczas II Festiwalu Gwiazd w Międzyzdrojach odcisnął dłoń na Promenadzie Gwiazd
- 1997 – „Złota Kaczka” w kategorii: najlepszy polski aktor; za rok 1996
- 1998 – Wiktor '97 w kategorii: najlepszy aktor i SuperWiktor '97
- 1998 – „TeleKamera 1998”, nagroda czytelników pisma „Tele Tydzień” w kategorii: aktorzy (16 stycznia)
- 1999 – Wiktor '98 w kategorii: najlepszy aktor (20 lutego)
- 1999 – Statuetka „Feniks” przyznana przez Feniks Polish Film Promotion z Kanady za „największą indywidualność na festiwalu za przejmujące i głęboko ludzkie role ojca w filmach „Operacja Samum” i „Prawo ojca” oraz za debiut reżyserski w filmie „Prawo ojca” na XXIV FPFF” w Gdyni (25 października)
- 1999 – 7 maja przy ulicy Piotrkowskiej w Łodzi odsłonięto „gwiazdę Kondrata” w Alei Gwiazd (w okolicach Hotelu Grand i kina „Polonia”)
- 2003 – „Złota Kaczka” w kategorii: najlepszy polski aktor; za rok 2002 (24 lutego)

### Nagrody filmowe
- 1976 – „Zaklęte rewiry” – Złota Kamera (przyznawana przez pismo „Film”) w kategorii: debiut aktorski; przyznana za rok 1975; nazwa nagrody: Nagroda „Filmu”
- 1977 – „Zaklęte rewiry” – Panama (MFF) nagroda aktorska
- 1995 – „Pułkownik Kwiatkowski” – Gdynia (Festiwal Polskich Filmów Fabularnych) nagroda za pierwszoplanową rolę męską
- 1999 – „Prawo ojca” – Gdynia (Festiwal Polskich Filmów Fabularnych) nagroda Jury
- 1999 – „Prawo ojca” – Gdynia (FPFF) „Złoty Klakier”, nagroda Radia Gdańsk dla reżysera najdłużej oklaskiwanego filmu
- 1999 – „Złoto dezerterów” – Orzeł, Polska Nagroda Filmowa (nominacja) w kategorii: najlepsza rola męska; za rok 1998
- 2001 – „Prawo ojca” – Orzeł, Polska Nagroda Filmowa (nominacja) w kategorii: najlepsza główna rola męska; za rok 2000
- 2002 – „Dzień świra” – Gdynia (Festiwal Polskich Filmów Fabularnych) nagroda za pierwszoplanową rolę męską
- 2002 – „Weiser” – Orzeł, Polska Nagroda Filmowa (nominacja) w kategorii: najlepsza główna rola męska; za rok 2001
- 2003 – „Dzień Świra” – Orzeł, Polska Nagroda Filmowa w kategorii: najlepsza główna rola męska
- 2005 – „Trzeci” – Viareggio (MFF) „Platinium Award” dla najlepszego aktora
- 2006 – „Wróżby kumaka” – Orzeł, Polska Nagroda Filmowa (nominacja) w kategorii: najlepsza drugoplanowa rola męska; za rok 2005

### Odznaczenia
- 1980 – Brązowy Krzyż Zasługi
- 2002 – Krzyż Kawalerski Orderu Odrodzenia Polski – (18 października)[15]